# مارکو تومیشویچ
مارکو تومیشویچ (سیریلیک صربی: Марко Томићевић؛ زادهٔ ۱۹ آوریل ۱۹۹۰) ورزشکار اهل صربستان است.
وی در مسابقات کشوری و بین‌المللی در مجموع برندهٔ ۴ مدال طلا، ۴ مدال نقره، ۵ مدال برنز شده‌است.